# Negar Javaherian
 (octobre 2021).
Si vous disposez d'ouvrages ou d'articles de référence ou si vous connaissez des sites web de qualité traitant du thème abordé ici, merci de compléter l'article en donnant les références utiles à sa vérifiabilité et en les liant à la section « Notes et références ».
Negar Javaherian (persan: نگار جواهریان), née le 12 janvier 1983, est une actrice et traductrice iranienne. 
Ses films remarqués sont Le Livre de la loi de Maziar Miri et Khabgah-e Dokhtaran (« Le dortoir des filles ») de Mohammad Hussein Latifi. Elle a également joué le rôle de Fakhri dans Zir-e Tigh, une série télévisée réalisée par Mohammad Reza Honarmand.

## Filmographie
- 2002 : Man, Taraneh, panzdah sal daram (من، ترانه ۱۵ سال دارم) de Rasoul Sadrameli